# NGC 7816
NGC 7816 مجرة حلزونية في كوكبة الحوت. تقع على بعد يقدر بحوالي 218 مليون سنة ضوئية عن الأرض (68 Mpc).قدرها الظاهري 13.61  وقطرها الظاهري 1.7 x 1.5. اكتشفها الفلكي ويليام هيرشيل في 26 سبتمبر 1785.

## تفاعل مجري
مجرة NGC 7816 مدرجة كزوج تفاعل مجري مع المجرة القريبة NGC 7818. ومع ذلك وبسبب الفرق الكبير في السرعة الإنحسارية المجراتين ليست زوجا حقيقيا ولكن مجرد خداع بصري.

## وصلات خارجية
- على موقع ويكي سكاي: DSS2, SDSS, GALEX, IRAS, Hydrogen α, X-Ray, Astrophoto, Sky Map, Articles and images